# Vene polmonari
Le vene polmonari sono i vasi sanguigni che, partendo dai polmoni, raggiungono il cuore, a livello dell'atrio sinistro.
Le vene polmonari fanno parte della circolazione polmonare e, al contrario di tutte le altre vene del corpo umano, trasportano sangue arterioso, cioè ricco di ossigeno e povero di anidride carbonica dai polmoni al cuore.

## Struttura
Le vene polmonari principali emergono da ciascun ilo polmonare, ricevendo il sangue da tre o quattro vene bronchiali a testa per poi trasportarlo nell'atrio sinistro. Ogni polmone viene drenato da una vena principale inferiore e  una superiore, quindi ci sono quattro vene principali in totale.
La vena polmonare superiore destra si trova di fronte e al di sotto dell'arteria polmonare; l'inferiore è situata nella parte più bassa dell'ilo polmonare. Dietro l'arteria polmonare c'è il bronco.  Le vene polmonari principali destre passano dietro l'atrio destro e la vena cava superiore; quelle sinistre di fronte all'aorta toracica discendente.

### Variazioni
Occasionalmente le tre vene sul lato destro rimangono separate, e non di rado le due vene sinistre terminano con un'apertura comune nell'atrio sinistro. Pertanto, il numero di vene polmonari che si aprono nell'atrio sinistro può variare fra tre e cinque nella popolazione sana. Le due vene di sinistra possono essere unite in una singola vena polmonare nel 25% delle persone circa; le due vene di destra possono essere unite in circa il 3% della popolazione.

## Funzione
Le vene polmonari svolgono un ruolo essenziale nella respirazione.
Al contrario di tutte le altre vene del corpo umano, le vene polmonari trasportano sangue arterioso, cioè ricco di ossigeno e povero di anidride carbonica. È a livello polmonare, infatti, che avvengono gli scambi gassosi e il sangue si arricchisce di ossigeno, per poi essere trasportato dalle vene polmonari al cuore e raggiungere la circolazione sistemica. Anche le arterie polmonari fanno eccezione, in quanto sono le uniche arterie che trasportano sangue venoso.
La denominazione delle arterie e delle vene polmonari, quindi, non è dovuta al tipo di sangue trasportato, ma alla loro struttura, uguale a quelle degli omologhi vasi del resto del circolo, e anche al fatto che le vene hanno decorso centripeto, le arterie decorso centrifugo.
Le arterie sono i vasi sanguigni che portano sangue dal cuore a tutti i tessuti del corpo (attraverso l'aorta e le sue ramificazioni) e ai polmoni (attraverso le arterie polmonari). Le vene sono i vasi sanguigni che portano sangue al cuore, sangue refluo dai tessuti appena ossigenati (attraverso le vene cave superiore e inferiore), e sangue che torna al cuore dopo essersi ossigenato nei polmoni (attraverso le vene polmonari). 

## Patologia

### Ritorno venoso anomalo polmonare
Un raro difetto genetico che può colpire le vene polmonari è il ritorno venoso anomalo polmonare totale o parziale, che causa la connessione delle vene polmonari con la vena cava o l'atrio destro.

#### Sindrome della scimitarra
La sindrome della scimitarra costituisce un tipo di ritorno venoso polmonare anomalo parziale. Si tratta di un difetto congenito in cui la vena polmonare inferiore destra drena nella vena cava inferiore (anziché nell'atrio sinistro). Di solito è associata a ipoplasia del polmone destro, ad anomalie bronchiali e a destrocardia.

## Galleria d'immagini

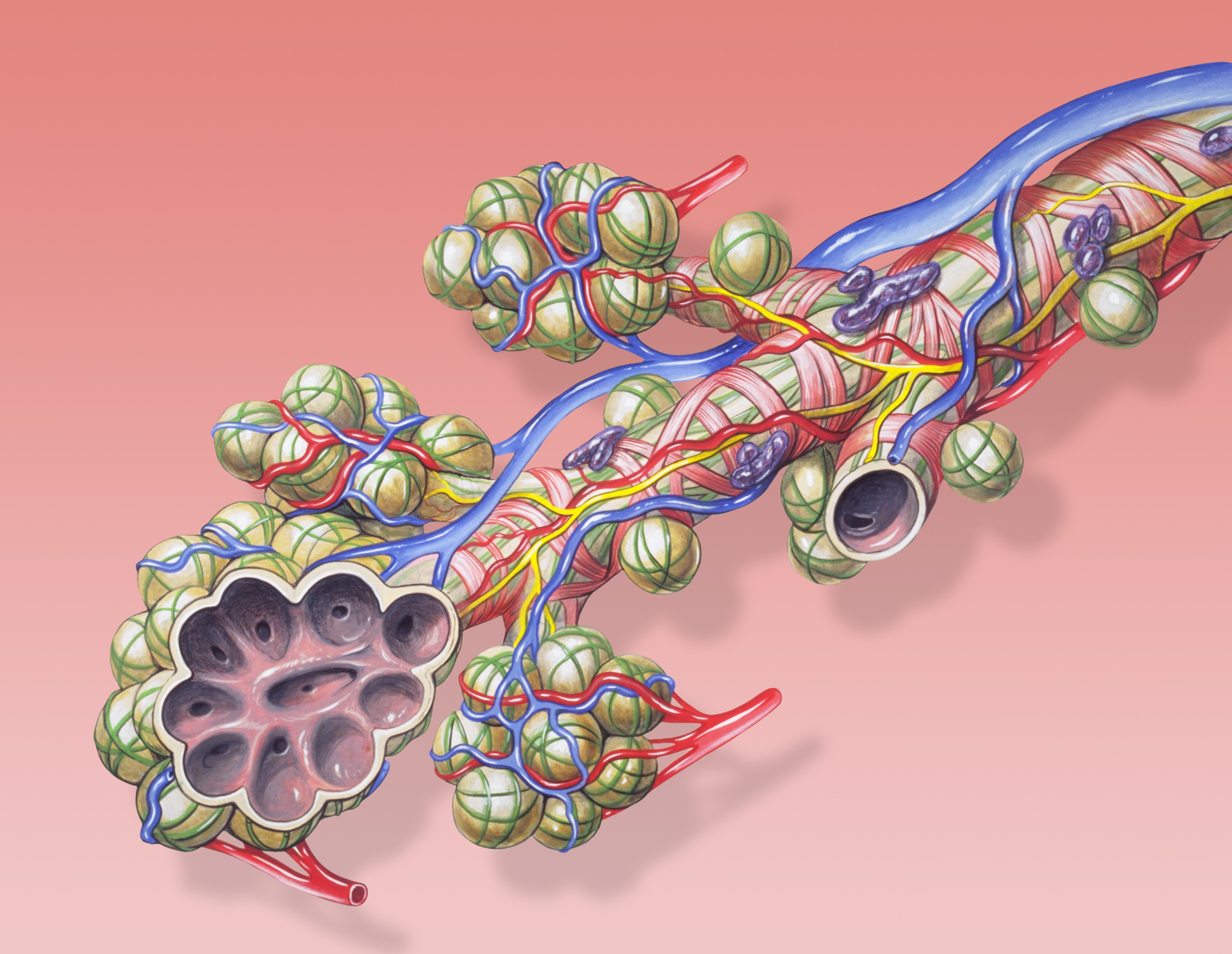
Anatomia dei bronchi
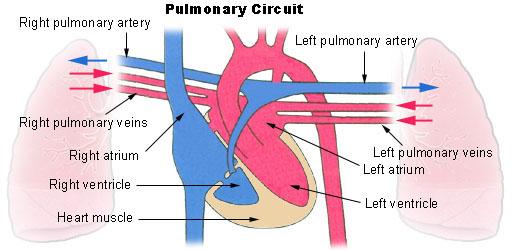
La piccola circolazione
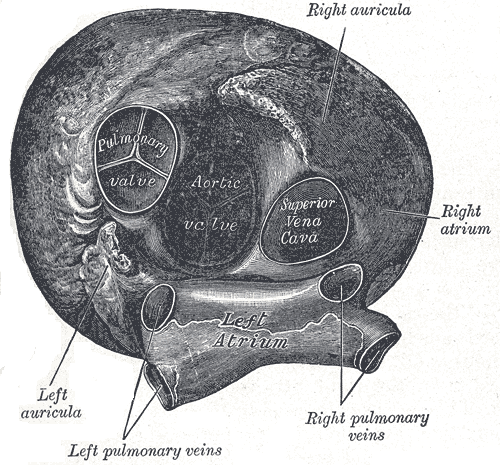
Il cuore visto dall'alto e con i principali vasi sezionati. Possiamo osservare l'innesto per le quattro vene polmonari (due a destra e due a sinistra), insieme all'origine dell'arteria polmonare.
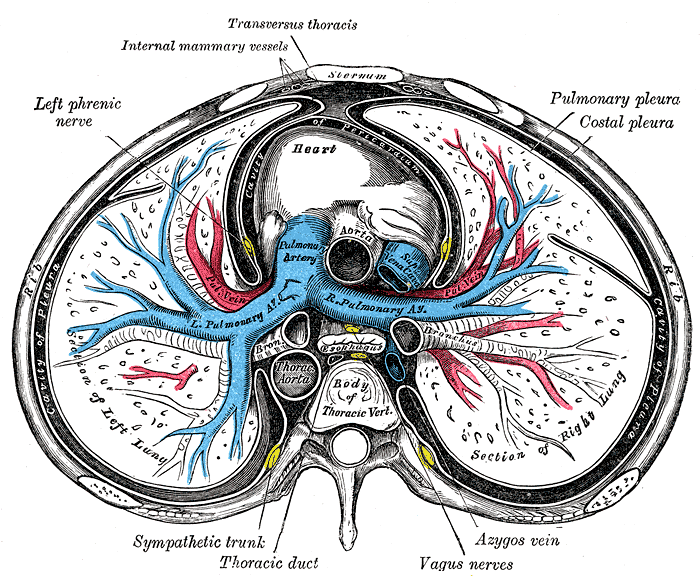
Sezione trasversa del torace, mostra le relazioni della piccola circolazione con i polmoni
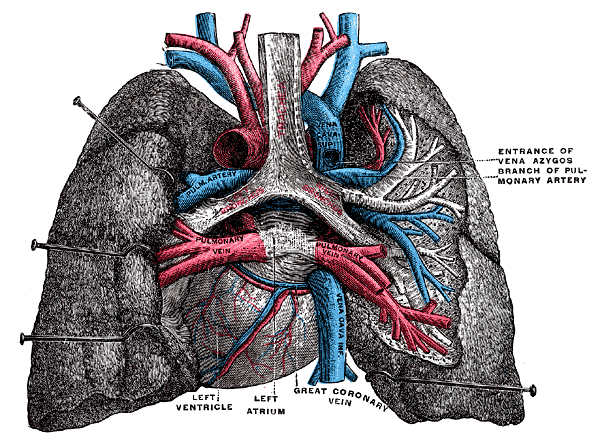
Vasi della circolazione polmonare visti da una posizione dorsale